# Sorubim
Sorubim es un género de peces de agua dulce de la familia Pimelodidae y del orden de los Siluriformes. Por la forma de sus bocas, las especies que lo integran son denominadas popularmente cuchareros, pico patos, o surubíes lima. Habitan en el norte y centro de Sudamérica. En las especies mayores la longitud total ronda los 55 cm.

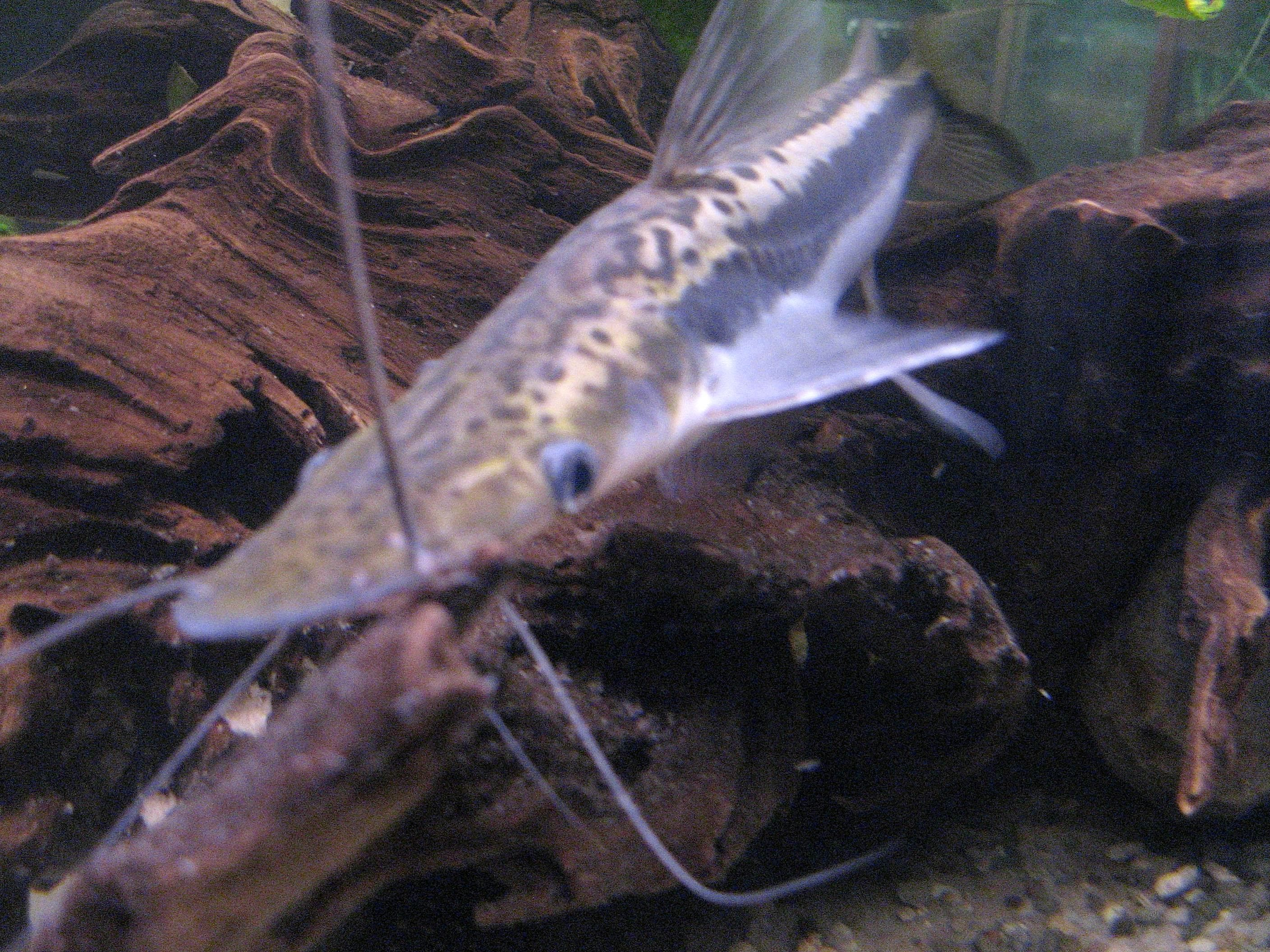
Sorubim lima.

## Taxonomía
Este género fue descrito originalmente en el año 1829 por el naturalista francés Georges Cuvier. La especie tipo es Sorubim lima, descrito originalmente como Siluris lima en 1801.
Especies
El género se subdivide en 5 especies:
- Sorubim cuspicaudus Littmann, Burr & Nass, 2000
- Sorubim elongatus Littmann, Burr, R. E. Schmidt & Isern, 2001 (Slender shovelnose catfish)
- Sorubim lima (Bloch & J. G. Schneider, 1801)
- Sorubim maniradii Littmann, Burr & Buitrago-Suárez, 2001
- Sorubim trigonocephalus A. Miranda-Ribeiro, 1920

## Morfología
Los machos pueden llegar alcanzar los 54,2 cm de longitud total, con pesos de hasta 5 kg. 

## Distribución geográfica
Se distribuye en los cursos fluviales de Sudamérica cálida, desde la cuenca del lago Maracaibo y el río Magdalena, hasta el Río de la Plata superior, en el centro-este de la Argentina y Uruguay. Se hace presente en las cuencas del Amazonas, Orinoco, y del Plata. Cuentan también con especies de este género Bolivia, Brasil, Colombia, Ecuador, las Guayanas, Paraguay, Perú y Venezuela.

## Importancia económica y cultural
Algunas especies de este género son populares peces de acuario. Se pescan deportivamente, aunque sin una búsqueda específica, solo dentro de la modalidad «variada».